# Таня Сент-Джон
Таня Папас Сент-Джон (англ. Thania Papas St. John) — американська телепродюсерка та сценаристка. Є автором сценаріїв до таких серіалів, як «Еврика», «Лоїс і Кларк: Нові пригоди Супермена», «Баффі — переможниця вампірів» тощо, а також до нового кінофільму «Відьмак».

## Життєпис
Закінчила Гарвардський університет у 1983 році та є одним з членів-засновників Ліги голлівудських жінок-письменниць.